# 넬슨 에디
넬슨 에디(Nelson Eddy, 1901년 6월 29일 ~ 1967년 3월 6일)는 미국의 가수, 오페라 가수, 음악가, 연극 배우, 영화배우, 성우이다.

## 영화
- 엔터테인먼트 (1974년)
- 노스웨스트 아웃포스트 (1947년)
- 음악의 세계 (1946년)
- 니커보커 홀리데이 (1944년)
- 오페라의 유령 (1943년)
- 아이 매리드 언 엔젤 (1942년)
- 초콜릿 솔저 (1941년)
- 비터 스윗 (1940년)
- 뉴 문 (1940년)
- 렛 프리덤 링 (1939년)
- 발라라이카 (1939년)
- 스윗하츠 (1938년)
- 더 걸 오브 더 골든 웨스트 (1938년)
- 로잘리 (1937년)
- 메이타임 (1937년)
- 로즈 마리 (1936년)
- 노티 메리에타 (1935년)
- 스튜던트 투어 (1934년)
- 댄싱 레이디 (1933년)